# Más alemán que los alemanes

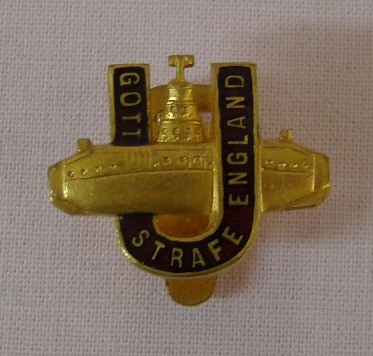
Un broche con el eslogan Gott Strafe England (Que Dios castigue a Inglaterra), creado por el judío Ernest Lissauer.

La comunidad judía asimilada en Alemania, antes de la Segunda Guerra Mundial, se ha descrito a sí misma como "más alemana que los alemanes". Originalmente, el comentario era una "burla común dirigida a las personas" que habían "desechado la fe de sus antepasados y adoptado el atuendo de su patria". La asimilación judía, que siguió a la Ilustración, fue "sin precedentes".
La cita se atribuye a veces a Chaim Weizmann.

## Historia
Después de la Ilustración, muchos judíos europeos consideraron a Alemania como un lugar particularmente deseable para vivir, "un lugar de refugio, en comparación con Rusia y Rumania", donde el antisemitismo era extremadamente virulento y violento, e incluso Francia, donde había comenzado en su momento la Ilustración. Los judíos alemanes empezaron a sumergirse en la cultura y las artes alemanas, desempeñando un papel pleno e incluso de liderazgo en la sociedad. Para el siglo XX, los judíos alemanes habían alcanzado una situación de Bildung und Besitz (es decir, educación y riqueza).

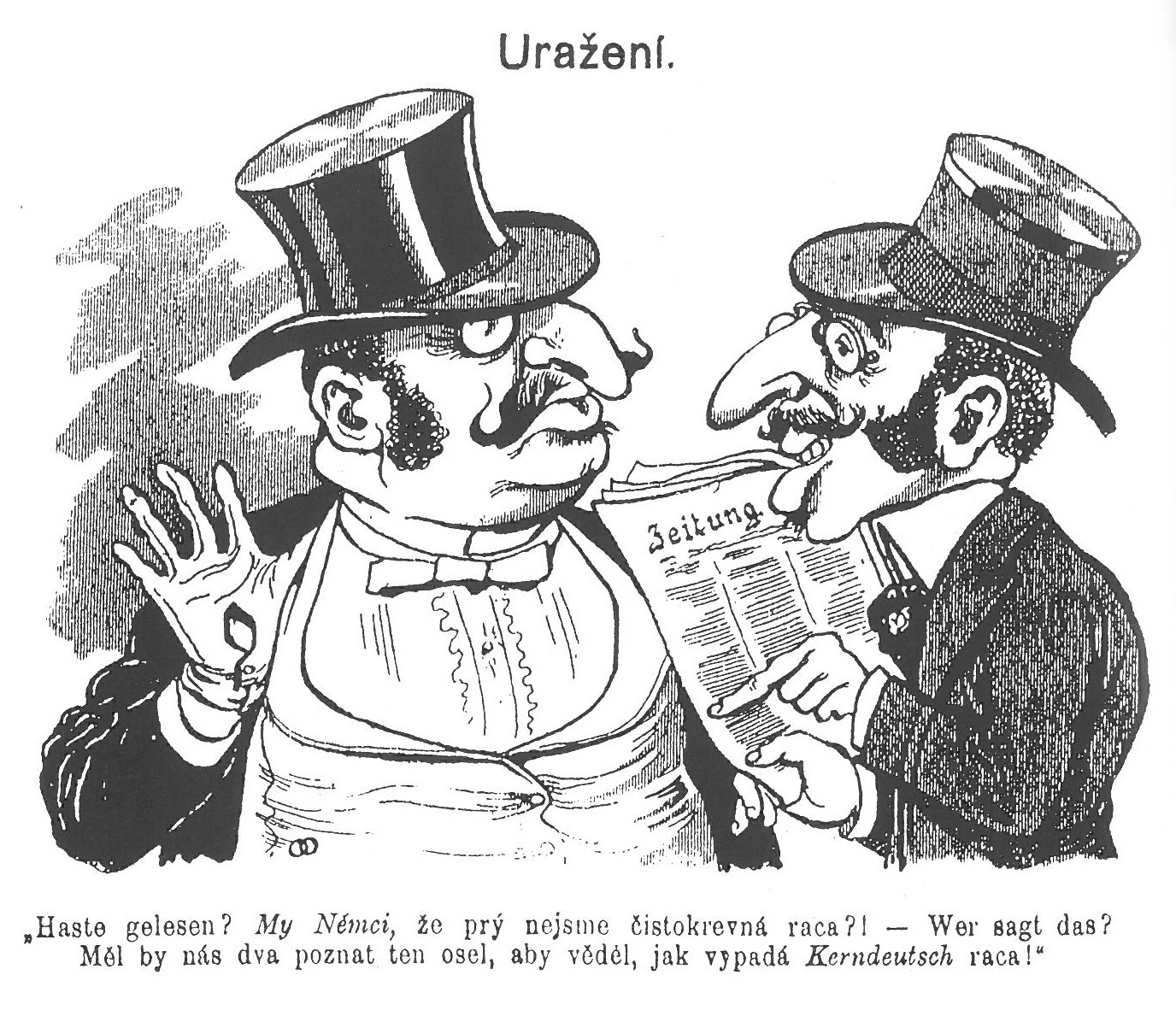
Caricatura checa de 1904.
Traducción: ¿Has leído? ¡¿Nosotros, los alemanes, no somos la raza de sangre pura?! - ¿Quién dice eso? ¡Si ese burro nos viera a los dos, conocería la aparición de la raza Kerndeutsch (alemana pura)!
También en Bohemia se percibía que los judíos intentaban volverse más alemanes que los alemanes, y hablaban principalmente alemán.

## Formando una identidad judío-alemana
Las mujeres judías desempeñaron un papel importante en el proceso de formación de la identidad judío-alemana. Dado que entendieron que los judíos pueden tener identidades tanto judías como nacionales, las mujeres judías formaron familias leales a Alemania en la era imperial. Sirvieron como mediadores de Bildung dentro de sus hogares y familias, al mismo tiempo que servían como agentes de la tradición. Muchas mujeres judías continuaron manteniendo hogares kosher, asistiendo a la sinagoga en sábado y realizando otros rituales judíos. Desde esta perspectiva, los judíos podían ser hombres y mujeres normales en las calles y judíos en sus hogares, como sugirió el defensor de la Ilustración Yehuda Leib Gordon
Además, las mujeres judías jugaron un papel decisivo en la formación de las posiciones sociales de los judíos y su sentido de "alemanidad". Alentaron a sus hijos a aculturarse a través de su vestimenta, habla y educación y apreciaron el entretenimiento y la literatura alemanes. Las mujeres judías enviaban a sus hijos a clases de música y escuelas seculares avanzadas. Así, al combinar la práctica burguesa alemana y la herencia judía, formaron una identidad judío-alemana que equilibraba la integración y la tradición. Las mujeres judías ayudaron a sus familias a verse, actuar y sentirse como otros alemanes sin dejar de ser judías. Sus acciones permitieron que los judíos recibieran finalmente la descripción de ser "más alemanes que los alemanes".

## Ejemplos

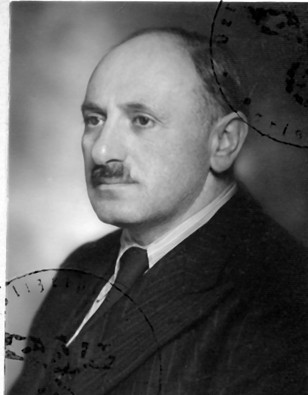
Julius Hirsch, jugador de la Nationalmannschaft, veterano de la Primera Guerra Mundial condecorado con la Cruz de Hierro, deportado a Auschwitz en 1943.

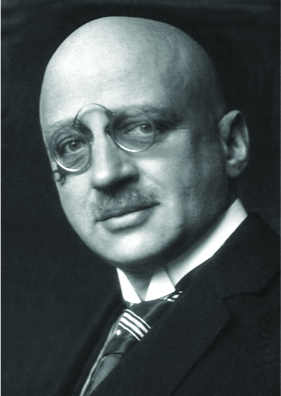
Fritz Haber, cuyo trabajo en el ámbito de la guerra química de la Primera Guerra Mundial se utilizó más tarde para desarrollar el Zyklon B.

Kurt Singer (nacido en 1885, muerto en 1944 en el campo de concentración de Theresienstadt), fue director de orquesta, músico, musicólogo y neurólogo. Su hija lo describió como "más alemán que los alemanes", ya que ganó una Cruz de Hierro por su valentía en la Primera Guerra Mundial, fue editor musical de un periódico de Berlín y publicó investigaciones sobre lieder, Richard Wagner y Anton Bruckner.
El erudito británico Nikolaus Pevsner fue descrito como "más alemán que los alemanes" por su apoyo al programa de Goebbels para el "arte alemán puro no decadente" y se informó que dijo sobre los nazis en 1933: "Quiero que este movimiento tenga éxito. No hay más alternativa que el caos... hay cosas peores que el hitlerismo ". La judía alemana Betty Lipton describió la identidad judío-alemana después de la emancipación en En casa en Berlín. Escribió que su familia tenía un hogar kosher, asistía a la sinagoga y era parte de la comunidad judía muy unida de Berlín. Simultáneamente, su familia fue leal a Alemania. En 1914, desplegaron la bandera negra, blanca y roja más grande de toda su calle. Este breve relato explica por qué las familias judías se describían a menudo como "más alemanas que los alemanes".
Julius Hirsch estaba convencido de que los nazis no le harían daño, ya que había luchado valientemente en el Ejército Imperial Alemán durante 4 años (por lo que había sido condecorado con la Cruz de Hierro) y había jugado para la selección nacional de fútbol de Alemania. Finalmente se demostró que estaba equivocado: el reconocimiento final por sus servicios a la nación fue su deportación al campo de concentración de Auschwitz el 1 de marzo de 1943. Aunque no hay constancia de la fecha de su muerte, en ausencia de signos de vida a partir de entonces, se supone que no sobrevivió a la guerra. Se había divorciado de su esposa no judía con la esperanza de salvarla a ella y a sus hijos de la persecución nazi, pero sus hijos también acabaron siendo deportados a Theresienstadt en febrero de 1945; a diferencia de su padre, sobrevivieron a la guerra, ya que fueron liberados por los Aliados en mayo de 1945.
Fritz Haber fue un químico judío-alemán que en 1918 recibió (junto con Carl Bosch) el Premio Nobel de Química por la invención del proceso Haber-Bosch, un ingrediente clave para la producción de fertilizantes modernos; Se estima que un tercio de la producción mundial anual de alimentos utiliza amoníaco del proceso Haber-Bosch, y que esto sustenta a casi la mitad de la población mundial.
Sin embargo, Haber, un conocido nacionalista alemán, también es conocido por su trabajo en la fabricación de cloro como arma, y lideró el equipo de desarrollo de gases empleados para la guerra química en la Primera Guerra Mundial. Un resultado de su trabajo fue la invención del Zyklon B, el principal gas usado en las cámaras de gas de los campos de exterminio durante el Holocausto.

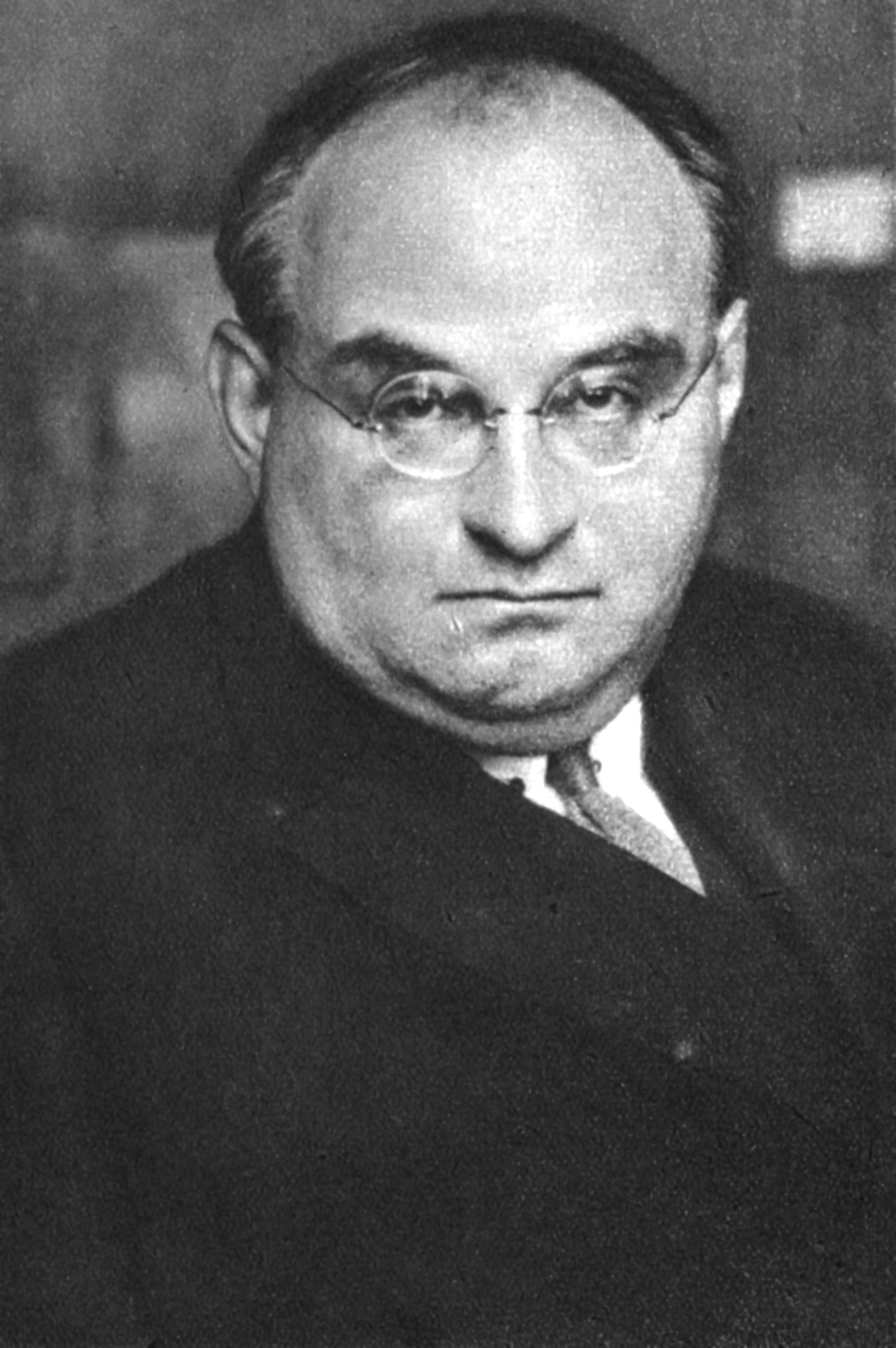
Ernst Lissauer en 1932.

El epítome literario de este tropo podría ser Ernst Lissauer, un poeta y dramaturgo judío-alemán que es más recordado por el eslogan antibritánico Gott strafe England (= que Dios castigue a Inglaterra) durante la Primera Guerra Mundial. También escribió el poema Hassgesang gegen England (lit. "Canción de odio contra Inglaterra", más conocida como "Himno del odio"). Lissauer fue descrito como un nacionalista alemán apasionado, y Stefan Zweig escribió que "Alemania era su mundo y cuanto más germánico era algo, más lo deleitaba". Finalmente, se vio obligado a autoexiliarse en Austria cuando los nazis llegaron al poder en 1933, y en 1936 escribió sobre sí mismo: "Para los alemanes, soy un judío enmascarado como alemán; para el judío, un alemán sin fe en Israel".